# Gina Paola Méndez
Gina Paola Méndez Ramírez (1972 ) es una bióloga, botánica, y profesora colombiana. Desarrolla actividades académicas e investigativas en el Instituto de Ciencias Naturales, del Museo de Historia Natural de Bogotá.
En 1993, obtuvo la licenciatura en Biología por la Universidad Nacional de Colombia, Sede Bogotá. Y el M.Sc. en Sistemática Vegetal de la misma universidad. Realiza su doctorando en la Universidad de la Ciudad de Nueva York, precisamente en el Instituto de Botánica Sistemática, instalaciones del Jardín Botánico de Nueva York.

## Algunas publicaciones
- santiago díaz-Piedrahíta, gina paola Méndez Ramírez. 2008. Flora de la Real Expedición Botánica del Nuevo Reyno de Granada, 1783-1816, promovida y dirigida por José Celestino Mutis: Asteráceas, tribu eupatorieae. Tomo XLVI. Ilustró Pedro Advincula de Almansa. Editor Cultura Hispánica, 168 pp.

- josé Celestino Mutis; pedro advincula de Almansa, santiago díaz-Piedrahíta, gina paola Méndez Ramírez. 2003. Flora de la real expedición botánica del Nuevo Reyno de Granada. Tomo XLIX, Asteráceas, tribus liabeae, tageteae, senecioneae, inuleae y anthemideae. 1 vol. (XI-128 pp. -LXXIV f. de pl. il. en col.) ISBN 84-7232-911-9

- santiago díaz-Piedrahíta, gina paola Méndez Ramírez. 2001. El género Eubrachion Hook.f. (Eremolepidaceae) en Colombia. Rev. Acad. Colomb. Cienc. Exactas, Fís. y Nat. 91

- -----------------------------, ---------------------------------. 2000. El género Hebeclinium (Asteraceae, Eupatorieae) en Colombia. / The genus Hebeclinium [Asteraceae, Eupatorieae] in Colombia. Rev. Acad. Colomb. Cienc. Exactas, Fís. y Nat. 90: 25—44 en línea pdf

- -----------------------------, ---------------------------------. 2000. Una nueva especie de Condylopodium (Asteraceae, Eupatorieae) de Colombia. / A new species of Condylopodium [Asteraceae, Eupatorieae] from Colombia. Rev. Acad. Colomb. Cienc. Exactas, Fís. y Nat. 90: 45—49 en línea pdf (enlace roto disponible en Internet Archive; véase el historial, la primera versión y la última).

- -----------------------------, ---------------------------------. 1997. Algunas novedades en asteráceas de Colombia (Some novelties in colombian Asteraceae). Rev. Acad. Colomb. Cienc. Exactas, Fís. y Nat. XXI: 401
- La abreviatura «G.P.Méndez» se emplea para indicar a Gina Paola Méndez como autoridad en la descripción y clasificación científica de los vegetales.[6]